# Gohrisch (hora)
Gohrisch (nesprávně též Gohrischstein) je 447,8 m vysoká stolová hora v levobřežním Saském Švýcarsku v Sasku na území obce Gohrisch.
Stolová hora Gohrisch leží asi čtyři kilometry jihovýchodně od pevnosti Königstein a asi čtyři kilometry jižně od města Bad Schandau. V těsné blízkosti se nalézají další stolové hory Papststein, Kleinhennersdorfer Stein a Laasensteine. Na vrcholu stolové hory se nalézá přístřešek. Nachází se na území Chráněné krajinné oblasti Saské Švýcarsko.

## Dějiny
Název hory pochází ze starosrbského slova Gora značícího kopec, horu. První zmínka o stolové hoře Gohrisch pochází z roku 1496, během třicetileté války sloužily zdejší četné jeskyně a skály jako krátkodobý úkryt místního obyvatelstva. V roce 1869 byl vybudován na vrcholu hostinec.

## Galerie

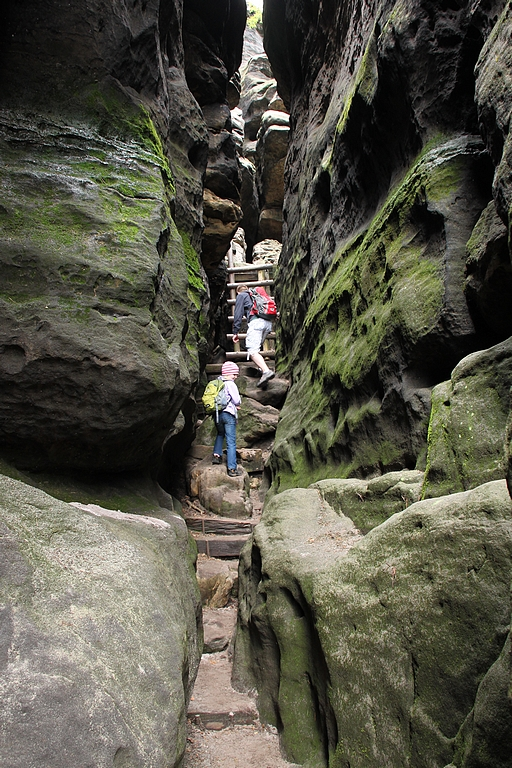
Východní přístup
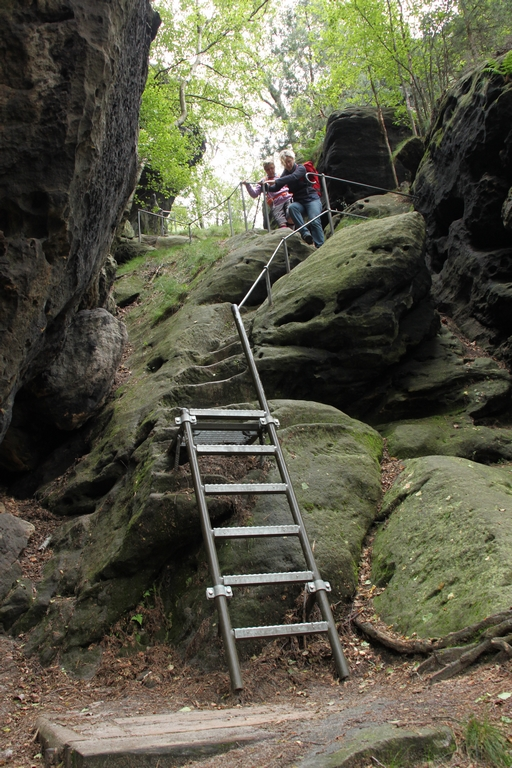
Západní přístup
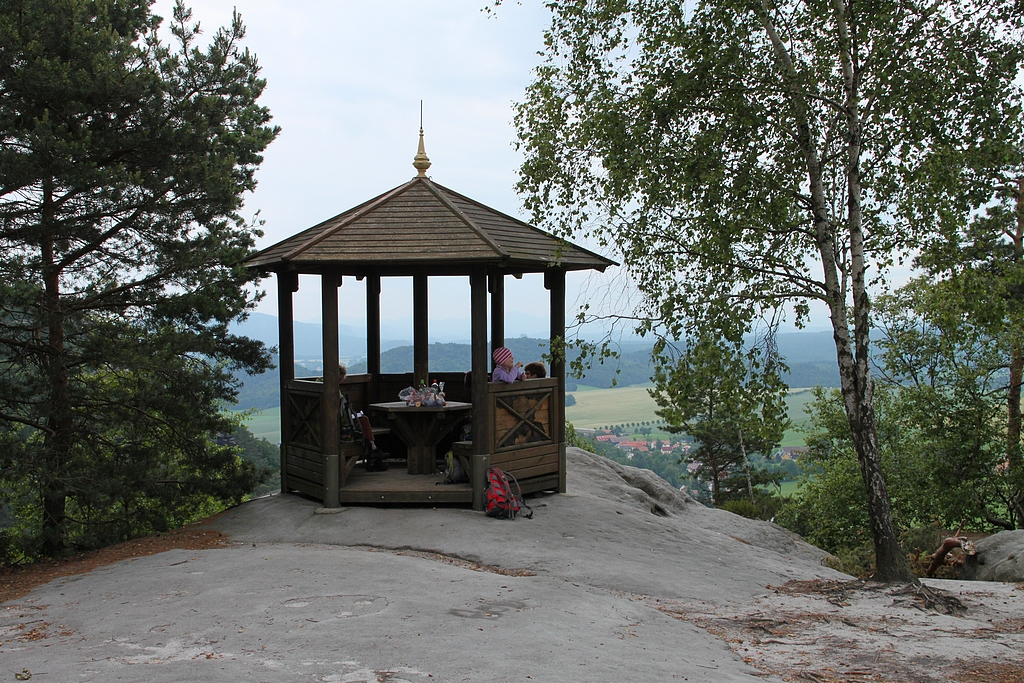
Přístřešek
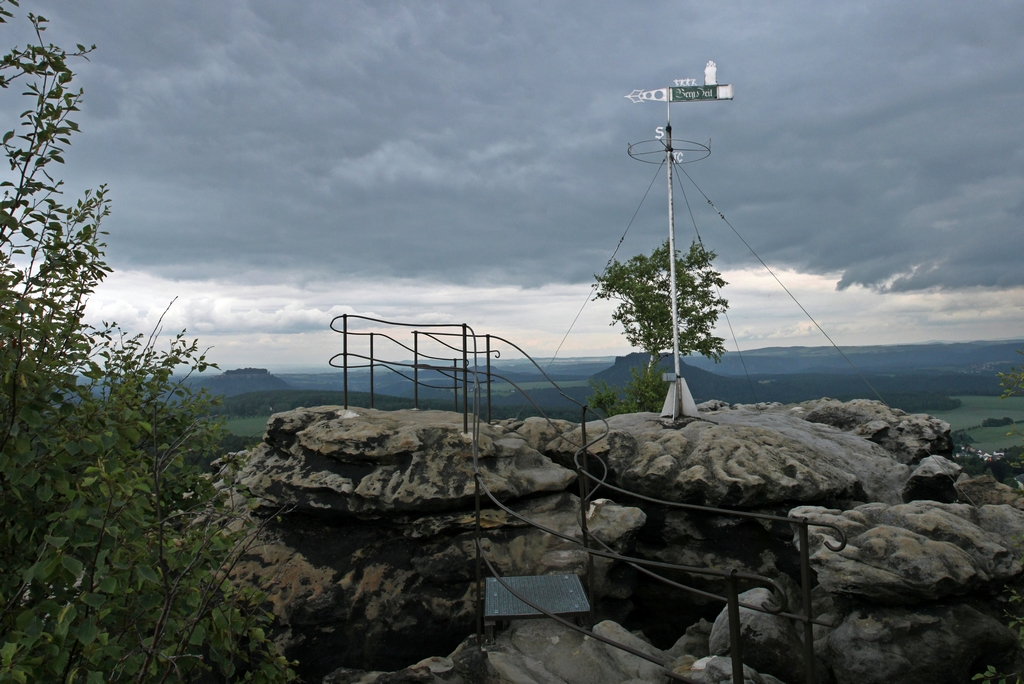
Pohled ze západní vyhlídky (Wetterfahnenaussicht)
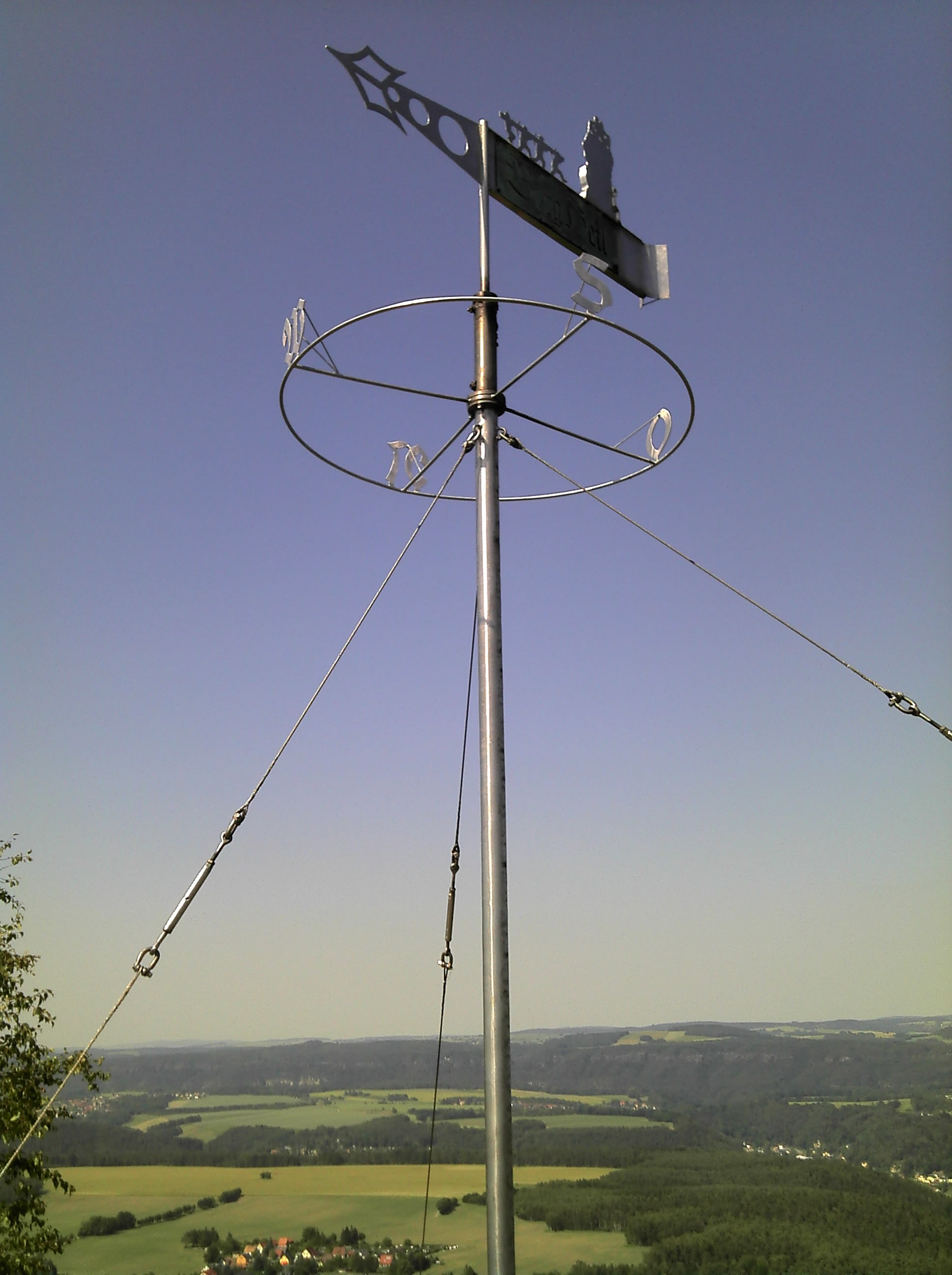
Korouhvička v roce 1985